# Davorin Savnik
Dr. Davorin Savnik (Kranj, 7. rujna 1929. – Kranj, 14. travnja 2014.)  bio je slovenski industrijski dizajner i arhitekt. Poznat je kao dizajner jako prodavanoga modela telefona Iskra ETA 80 koji je dizajnirao 1978. Telefon je ušao u skoro sve slovenske urede i kućanstva.
Studirao je na Fakultetu za građevinarstvo i geodeziju i Glazbenoj akademiji u Ljubljani i Visokoj školi za industrijsko oblikovanje u češkom Gottwaldovu. Dodatno je napredovao u UK-u, Italiji i SAD-u. Prvo se angažirao na području glazbe, a zatim je od 1958. do 1961. bio je zaposlen u Iskri u Kranju, u Iskrinom Zavodu za automatizaciju. Od 1968. do 1973. bio je direktor oblikovanja u Iskra Commerceu u Ljubljani, a zatim je radio samostalno.
Dizajnirao je audiovizualnu i telekomunikacijsku opremu, telefone, elektromedicinsku opremu, alate, računalnu opremu, električne i kućanske aparate. Povremeno je predavao na domaćim i inozemnim sveučilištima. Dobio je nagradu Prešernove zaklade 1966., a 1979. godine primio je nagrade BIO i priznanje Stuttgartskog dizajnerskog centra, a zatim najviše priznanje japanskog ministarstva trgovine i industrije, zlatnu medalju velesajma u Brnu i priznanje za dobar dizajn međunarodnog sajma u Hannoveru.
Model koji je Savnik dizajnirao u Kranju izradili su u više od 5 milijuna primjeraka. Model ETA 85 i ETA 80 dio su zbirke muzeja MoMA (Museum of Modern Art) u New Yorku i Muzeja moderne umjetnosti u Münchenu. Njegov su nacrt zbog slabe patentne zaštite kopirale brojne svjetske tvornice. Procjenjuje se da je napravljeno 300 milijuna Savnikovih telefona. Članke i slike o ovom telefonu objavile su japanske, američke, engleske, ruske, češke i hrvatske strukovne revije i časopisi. 12 primjeraka plagijata izložili su se 1986. u poslovnoj zgradi Iskre.
Aktivan je bio i u dubokoj starosti. U razgovoru za Val 202 2012. godine izjavio da razmišlja o razvoju posebne aplikacije koju je imenovao Pogled v čas. 